# Klapperstein
Le Klapperstein est une pierre utilisée comme supplice afin de punir les actes de diffamation commis sur les territoires de l'ancienne république de Mulhouse (aujourd'hui les communes françaises de Mulhouse et d'Illzach). Les personnes reconnues coupables devaient traverser la ville, la lourde pierre pendue à leur cou en chevauchant un âne ce qui permettait de montrer aux yeux de tous que les propos tenus avaient été jugés comme mensongers par les tribunaux. Cette peine remplaçait de manière symbolique une peine beaucoup plus forte en usage en Europe au Moyen Âge : la lapidation, qui était abolie à Mulhouse. Ce supplice a eu cours jusqu'à la réunion de Mulhouse à la France en 1798.

## Étymologie
Le terme Klapperstein peut se traduire littéralement depuis l'allemand comme la « pierre des bavards ».

## Conservation et exposition
L'original, qui pèse 12 kg, se trouve aujourd'hui au musée historique de la ville. On retrouve également une reproduction du Klapperstein sur le côté droit du bâtiment de l'hôtel de ville de Mulhouse. Cette pierre suspendue à une chaîne représente une tête humaine les yeux grand ouverts et tirant la langue.
« Zum Klapperstein bin ich gennant,
Den bößen Mäulern wohl bekannt ;
Wer Lust zu Zank und Hader hat,
Der muß mich tragen durch die Stadt. »
« Je suis nommée la « pierre des bavards »,
Bien connue des mauvaises langues ;
Quiconque prendra plaisir à la dispute et à la querelle,
Me portera à travers la ville. »

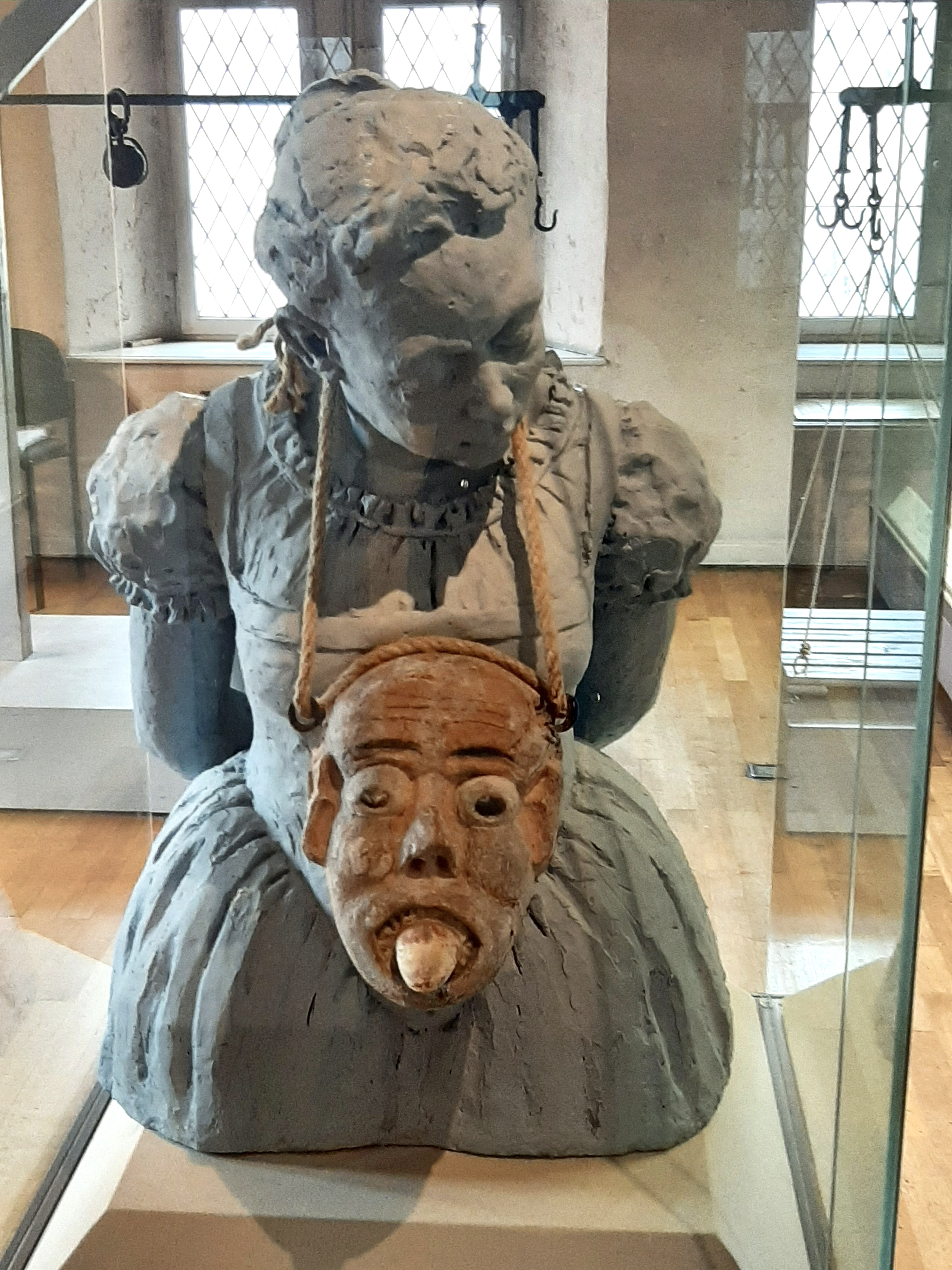
Klapperstein original au musée historique de Mulhouse.
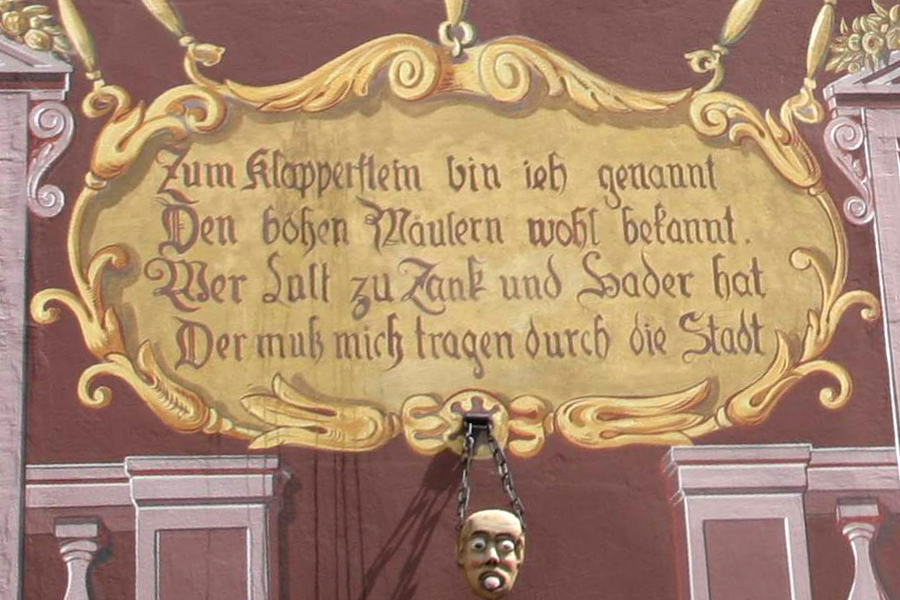
Reproduction du Klapperstein suspendue sur la façade de l'hôtel de ville de Mulhouse[3].